# BMO Stadium
Das BMO Stadium ist ein Fußballstadion in der US-amerikanischen Millionenstadt Los Angeles im Bundesstaat Kalifornien. Es ist die Heimspielstätte des Fußball-Franchise Los Angeles FC der Major League Soccer (MLS), das im März 2018 den Spielbetrieb in der Liga aufnahm.  Seit 2022 ist die Fußballarena die Heimspielstätte des Angel City FC der National Women’s Soccer League (NWSL).

## Geschichte
Im Mai 2015 wurden die Pläne für das Stadion mit 22.000 Plätzen vorgestellt. Der Baubeginn war für Oktober 2016 angestrebt und die Fertigstellung im Frühjahr 2018 sollte rechtzeitig zum Beginn der MLS-Saison stattfinden. Es wird nach dem StubHub Center das zweite speziell für den Fußball konzipierte Stadion in Los Angeles sein. Die Anlage wurde mit Restaurants, Büroräumen, einem Konferenzzentrum und einem Fußballmuseum ausgestattet.
Die Baukosten von 350 Mio. US-Dollar wurden privat ohne Steuergelder finanziert. Während der Bauphase sollten 1200 Arbeitsplätze entstehen, im Spielbetrieb sollen es 1800 sein. Als Standort wurde das Grundstück der 1959 eröffneten Los Angeles Memorial Sports Arena im Exposition Park, direkt neben dem Los Angeles Memorial Coliseum, ausgewählt. Das Spielstätte war der erste Neubau eines Sportstadions in Los Angeles seit dem Dodger Stadium 1962. Am 19. März 2016 gab Bruce Springsteen das letzte Konzert vor dem Abriss der Halle. Für die Abbrucharbeiten wurden rund drei bis vier Monate eingeplant, danach konnte der Bau beginnen.
Am 6. Mai 2016 nahm das Bauprojekt die letzte Hürde. Die Stadtverwaltung von Los Angeles stimmte mit 12:0 den Plänen für die Errichtung des Komplexes auf 15 Acre (rund 60.700 m²) zu. Am 23. August 2016 wurde in einer Zeremonie der Grundstein für das Banc of California Stadium gelegt. Im Zuge dessen wurde die Los Angeles Memorial Sports Arena ab September 2016 in kurzer Zeit abgebrochen.
Anfang April 2017 wurde bekannt, dass das Stadion permanenter Austragungsort eines 7er-Rugby-Turniers (Rugby Sevens) namens $1M Champion Sevens werden soll. Es wäre das höchstdotierte 7er-Rugby-Turnier aller Zeiten. Der Los Angeles FC fungiert dabei als Gastgeber. Der Vertrag mit der Grand Prix Network LLC und USA Rugby hat zunächst eine Laufzeit von sieben Jahren bis 2024.
Mitte Dezember 2017 verkündete Tom Penn, Präsident und Miteigentümer des LAFC, dass das erste Spiel und die Eröffnung des Banc of California Stadium am 30. April 2018 gegen die Seattle Sounders stattfinden soll. Die Arbeiten seien ein paar Wochen vor dem Zeitplan und die Kosten für die Errichtung werden voraussichtlich im veranschlagten Rahmen von 350 Mio. US-Dollar bleiben.
Am 18. April 2018 fand die Eröffnungsfeier, u. a. mit Teammitbesitzer Magic Johnson und Bürgermeister Eric Garcetti, statt. Nach dem obligatorischen Durchschneiden des Bandes zur Einweihung konnten die Spieler des LAFC ihre neue Heimstätte erkunden und eine erste Trainingseinheit absolvieren. Da das 350 Mio. US-Dollar teure Stadion zum Saisonstart noch im Bau war, musste Los Angeles die ersten sechs Partien der Saison 2018 auswärts antreten. Am 30. April wurde die erste MLS-Partie in neuen Stadion ausgetragen. Der LAFC besiegte die Seattle Sounders vor ausverkauftem Haus mit 1:0. Die Heimfans mussten lange auf den entscheidenden Siegtreffer warten, der in der 90. Minute durch den belgischen Innenverteidiger Laurent Ciman fiel.
Am 22. Mai 2018 fand in der Fußballarena ein Freundschaftsspiel des LAFC gegen Borussia Dortmund statt. Das letzte Saisonspiel des BVB endete mit einem 1:1-Unentschieden. Nachdem der LAFC in der 77. Minute durch Aaron Kovar in Führung ging, konnte Maximilian Philipp in der 87. Minute den Ausgleich erzielen. Es war die offizielle Eröffnung des Stadions, das mit 22.000 Zuschauern ausverkauft war.
Am 25. August 2021 fand im Stadion des Los Angeles FC das MLS All-Star Game statt. Die MLS All-Stars bezwangen die Liga MX All-Stars mit 3:2 im Elfmeterschießen nach einem 1:1 nach 90 Minuten.

## Name
Der ursprüngliche Projektname war LAFC Stadium. Am 23. August 2016 wurde die Banc of California für 15 Jahre der Namenssponsor der Spielstätte des LAFC.
Am 19. Januar 2023 erhielt die Heimat des LAFC den BMO Stadium. Die kanadische Finanzinstitut Bank of Montreal (BMO) wurde neuer Namensgeber des Banc of California Stadium. BMO ist auch Sponsor des BMO Field des Toronto FC. Über das finanzielle Volumen der Vereinbarung über zehn Jahre wurden keine Angaben gemacht. Mehreren Berichten zufolge soll es sich um 100 Mio. US-Dollar (92,483 Mio. Euro) handeln.